# Sandpoint
Sandpoint település az Amerikai Egyesült Államok Idaho államában, Bonner megyében, melynek megyeszékhelye is. Lakosainak száma 8639 fő (2020. április 1.).

## Népesség
A település népességének változása:

| 2010 | 7 365 |
| 2020 | 8 639 |